# Tamara Rylovová
Tamara Nikolajevna Rylovová (rusky Тама́ра Никола́евна Ры́лова; 1. října 1931 Vologda, Ruská SFSR – 1. února 2021 Petrohrad, Rusko) byla sovětská rychlobruslařka.
Prvních mezinárodních závodů se zúčastnila v roce 1953, o rok později již debutovala na Mistrovství světa (8. místo). V roce 1955 získala na světovém šampionátu svoji první medaili, stříbrnou. V následujících letech vybojovala na mistrovství světa další cenné kovy, včetně zlata v roce 1959. Startovala na Zimních olympijských hrách 1960, kde získala bronzovou medaili v závodě na 1000 m, přičemž na půlkilometrové trati byla čtvrtá a na distanci 3000 m devátá. Poslední medaili, bronzovou, vybojovala na světovém šampionátu 1964, v dalších letech již startovala pouze na sovětském mistrovství, které v předchozích letech celkem čtyřikrát vyhrála, či menších mezinárodních závodech. Sportovní kariéru ukončila v roce 1967.
Zemřela 1. února 2021 ve věku 89 let v Petrohradě.